# Зорляска
Зорляска (рум. Zorleasca) — село у повіті Олт в Румунії. Входить до складу комуни Валя-Маре.
Село розташоване на відстані 129 км на захід від Бухареста, 7 км на схід від Слатіни, 52 км на схід від Крайови.

## Населення
За даними перепису населення 2002 року у селі проживали 394 особи, усі — румуни. Усі жителі села рідною мовою назвали румунську.